# Finger Eleven
Finger Eleven – kanadyjska grupa grająca szeroko pojętą muzykę rockową. Założona przez grupę przyjaciół ze średniej szkoły jako Rainbow Butt Monkeys.

## Historia
W 1995 roku zespół wydał swój pierwszy album, jeszcze jako Rainbow Butt Monkeys, noszący tytuł Letters from Chutney. W 1997 roku już pod szyldem Finger Eleven, ukazał się album zatytułowany Tip. Wkrótce potem członkowie grupy podjęli decyzję o wyjeździe do Stanów Zjednoczonych.
W Stanach Zjednoczonych grupa została zauważona przez wytwórnię Wind-Up Records, która wznowiła album Tip, umieszczając jednak inne wersje utworów niż na pierwotnej wersji. Zespół zagrał wiele koncertów, a w 2000 roku ponownie wszedł do studia gdzie nagrał kolejny album The Greyest of Blue Skies. Płyta ukazała się 25 lipca 2000 roku. Na płycie ukazała się m.in. interpretacja utworu "Walking In My Shoes" z repertuaru Depeche Mode. Pracę nad kolejnym albumem grupy trwały niespełna 18 miesięcy, a ukazał się 17 czerwca 2003 roku jako Finger Eleven. 6 marca 2007 roku została wydana piąta płyta Kanadyjczyków.

## Dyskografia
| Letters from Chutney        | - Data: 19 kwietnia 1995 - Wydawca: Mercury Records        | —  | —  | —  | —  |                                           |
| Tip                         | - Data: 26 sierpnia 1997 - Wydawca: Wind-up Records        | —  | —  | —  | —  | - CAN: złota płyta                        |
| The Greyest of Blue Skies   | - Data: 25 lipca 2000 - Wydawca: Wind-up Records           | —  | —  | —  | —  | - CAN: złota płyta                        |
| Finger Eleven               | - Data: 17 czerwca 2003 - Wydawca: Wind-up Records         | 96 | 4  | —  | —  | - CAN: platynowa płyta - USA: złota płyta |
| Them vs You vs Me           | - Data: 6 marca 2007 - Wydawca: Wind-up Records            | 31 | 2  | 37 | 17 | - CAN: platynowa płyta - USA: złota płyta |
| Life Turns Electric         | - Data: 5 października 2010 - Wydawca: Wind-up Records     | 92 | 15 | —  | —  |                                           |
| Five Crooked Lines          | - Data: 31 lipca 2015 - Wydawca: The Bicycle Music Company | —  | 15 | —  | —  |                                           |
| "—" album nie był notowany. |                                                            |    |    |    |    |                                           |